# Kokoda Track

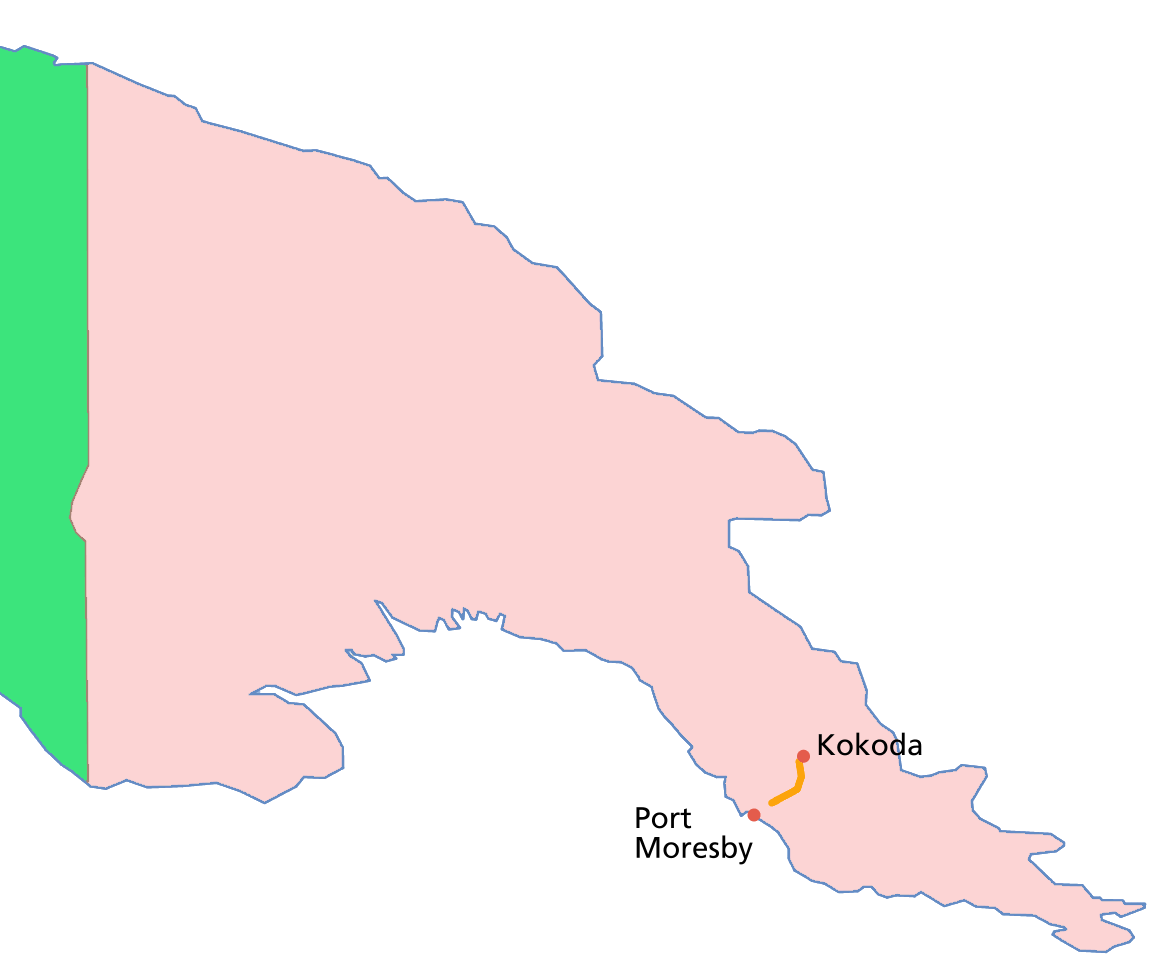
Lage des Kokoda-Tracks

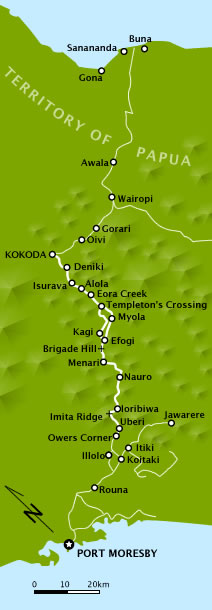
Kokoda Trail von 1942, leicht nach links gedreht, sodass Nordosten am oberen Bildrand liegt.

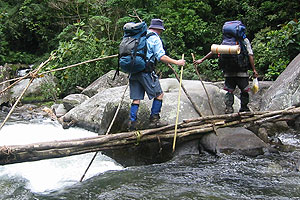
Bachüberquerung Kokoda Trail

Der Kokoda Track (auch Kokoda Trail oder Kokoda-Pfad) ist ein Buschpfad zwischen den Yodda-Kokoda-Goldfeldern und der Südküste von Papua-Neuguinea. Er führt über 96 km von Kokoda über das Owen-Stanley-Gebirge nach Port Moresby, der Hauptstadt Papua-Neuguineas.
Bekannt wurde er während des Zweiten Weltkriegs, als das japanische Heer über den Track auf Port Moresby zu marschierte. Heute wird der Track touristisch genutzt. Er führt auf 2190 Höhenmeter hinauf, verläuft durch einen tropischen Regenwald und lässt sich in fünf bis sechs Tagen abwandern.

## Geschichte
Der Kokoda Track verbindet die Nord- und die Südküste Papua-Neuguineas miteinander. Zuerst wurde er von Abenteurern benutzt, die über ihn die Yodda Kokoda Goldfelder erreichten.
Nach ihrem Angriff auf Pearl Harbour im Dezember 1941 rückten die Japaner rasch über den Pazifik auf Australien zu. Der Vorstoß der japanischen Marine auf Port Moresby wurde in der Schlacht im Korallenmeer gestoppt, was zu einem anderen Vorstoßplan führte. Über den Kokoda Track sollte die Armee nach Port Moresby marschieren. Am 21. Juli 1942 landeten die Japaner und überrannten die australische Verteidigung entlang des Tracks. Die australische Armeeführung hatte bereits eine letzte Abwehrschlacht unmittelbar vor Port Moresby geplant, als der japanische Vormarsch am 16. September bei Ioribiwa, in Sichtweite Port Moresbys, stoppte. Pläne, den Track für Fahrzeuge benutzbar auszubauen, hatten sich als undurchführbar erwiesen und die Versorgung der Soldaten über Luft war kaum ausreichend. Versorgungsengpässe und die Furcht vor einer alliierten Landung bei Buna, die sie im Inneren Neuguineas einschließen würde, führten schlussendlich zum Rückzug der Japaner. Australische Truppen verfolgten sie entlang des Kokoda Tracks und schlossen sie Anfang November in einem kleinen Brückenkopf an der Nordküste ein. Der Brückenkopf wurde im Januar 1943 erobert. Die verlustreichen und grausamen Kämpfe werden in dem australischen Spielfilm Kokoda – das 39. Bataillon von 2006 geschildert.